# Jan Eduard Adriaan Meijer
Jhr. Jan Eduard Adriaan Meijer, (Amersfoort, 9 september 1839 - Dieren, 15 april 1904) was een Nederlands officier, met laatstelijk de rang van generaal-majoor, en commandant van het 2de Regiment Huzaren te Venlo.

## Familie
Meijer was een telg uit het militaire geslacht Meijer. Hij was de jongste zoon van majoor jhr. Carel Hendrik Meijer (1799-1871) en Henriette Cordula Judith Begram (1802-1868), en een kleinzoon van luitenant-generaal jhr. Adriaan Frans Meijer. Meijer huwde op 10 oktober 1861 Henriette Susanna Maas Geesteranus (Alkmaar, 29 maart 1841 - Zutphen, 10 december 1921), dochter van mr. Adriaan Jan Cornelis Maas Geesteranus, heer van Zuid-Scharwoude, en Jkvr. Catharine Anne Caan. Zij kregen 3 kinderen:
- Cordula Henriette Judith (1862-1905) huwde op 16 december 1886 mr. Gerrit Nicolaas Manger Cats (1854-1909)
- Carel Adriaan Jan (1864-1927), majoor der infanterie, huwde op 30 mei 1895 Marie van Maasdijk (1873-1911) en op 20 april 1920 Savina Johanna Fockema (1873-1938)
- Catharina Anna (1866-1949) huwde op 15 november 1887 Joachim Caspar Hendrik van der Wens (1860-1934)

## Militaire loopbaan
Meijer begon als cadet bij de Koninklijke Militaire Akademie. Na voltooiing van zijn studie werd hij bij Koninklijke Besluit van 1 juli 1860 aangesteld als 2de luitenant bij het 4de Regiment Dragonders te 's-Hertogenbosch. Op 1 juli 1864 werd hij aangesteld bij de Rijschool te Venlo. Op 27 april 1866 werd Meijer bij KB 69 bevorderd tot 1ste luitenant bij het 4de Regiment Dragonders, dat in 1867 het 4de Regiment Huzaren werd. Bij hetzelfde regiment werd hij 27 januari 1877 bevorderd tot ritmeester 2de klasse. Na overplaatsing naar het 3de regiment huzaren werd hij commissaris van het fonds voor onderofficieren, waarvan hij door de minister van Oorlog op 21 mei 1880 eervol werd ontheven. Op 29 september van dat jaar werd hij benoemd tot ritmeester-instructeur bij hetzelfde korps, waar hij op 6 november 1886 werd bevorderd tot majoor.
In 1885 en 1887 maakte Meijer twee reizen naar Ierland met een militaire missie om paarden aan te kopen voor het Nederlandse leger.
Op 26 augustus 1890 werd Meijer bevorderd tot luitenant-kolonel van het 2de Regiment Huzaren te Venlo. Daarna werd hij overgeplaatst naar het 1ste Regiment Huzaren. Op 1 november 1892 keerde hij terug naar Venlo, waar hij werd aangesteld als commandant van het 2de Regiment Huzaren. Enkele maanden later, op 18 februari 1893, werd hem de rang van kolonel toegekend. In die hoedanigheid was hij op 21 september 1893 present bij de uitreiking van de nieuwe vaandels en standaarden van de korpsen op het Malieveld in Den Haag door de koningin-regentes en de 13-jarige Wilhelmina. In april 1896 werd Meijer op eigen verzoek eervol gepensioneerd. Na zijn pensionering werd hij bij Koninklijk Besluit no. 7 van 29 augustus 1901 bevorderd naar de rang van generaal-majoor.
Meijer was in 1890 lid van een commissie van de Brabantse provinciale bond van de Vereniging het Metalen Kruis voor de feestelijke viering van de 59ste verjaardag van de Tiendaagse Veldtocht op de verjaardag van de koningin. Deze vereniging werd in 1856 opgericht voor de dragers van deze militaire onderscheiding voor vierjaarlijkse ontmoetingen, en regelde later ook financiële ondersteuning van deze oud-strijders.

## Onderscheidingen
Op 28 augustus 1893 werd Meijer benoemd tot Officier in de Orde van Oranje-Nassau met de zwaarden.